# Sottoclasse (insiemistica)
Nella teoria degli insiemi una sottoclasse è una classe i cui elementi sono tutti contenuti entro un'altra classe; quindi una classe, che chiamiamo B, è una sottoclasse di un'altra classe, che chiamiamo A, se
{\displaystyle \forall x:x\in B\Rightarrow x\in A}
oppure, a parole:
per ogni elemento x, se x appartiene a B allora x appartiene ad A.
Possiamo anche dire, in altri termini, che B è una sottoclasse di A se tutti gli elementi di B sono anche elementi di A.

Per indicare che la classe B è una sottoclasse della classe A si usa la scrittura:
{\displaystyle B\subseteq A}
che si legge:
"B è contenuto (o incluso) in A".
Si noti che ogni classe è una sottoclasse di se stessa, cioè 
{\displaystyle A\subseteq A}
perché una classe A è definita come {\displaystyle A=\{x|x\in A\forall x\}}, cioè la classe delle x tali che x appartiene ad A per ogni x, che è anche la definizione di ogni sua sottoclasse.
Esplicitando diversamente, A può essere considerata sottoclasse di se stessa perché tutti gli elementi di A (come classe) sono anche elementi di A (come sottoclasse).
La differenza fondamentale fra sottoclasse e sottoinsieme, dunque, risiede nella natura dei rispettivi concetti di classe e di insieme, piuttosto che nella definizione.
A questo proposito ricordiamo che:
- una classe è una collezione di elementi;
- tutti gli insiemi sono classi ma non tutte le classi sono insiemi. Infatti una classe può essere e può non essere elemento di un'altra classe, mentre un insieme è una classe che può sempre essere considerata elemento di un'altra classe. Detta in altro modo, le classi che sono considerabili elementi di altre classi sono insiemi, mentre le classi che non sono considerabili elementi di altre classi sono dette classi proprie. Si tratta, però, in entrambi i casi di classi; dunque il concetto di classe è sovraordinato rispetto a quello di insieme.

Per le sottoclassi vale la maggior parte di quanto è possibile enunciare per i sottoinsiemi e, in particolare:
{\displaystyle A=B\iff A\subseteq B\;\;e\;\;B\subseteq A}
cioè
A è uguale B se e solo se A è contenuto in B e B è contenuto in A.
Inoltre, si può concludere che la classe che non contiene alcun elemento non è una classe propria ma un insieme. Infatti, nella teoria assiomatica degli insiemi, ogni sottoclasse di un insieme è a sua volta un insieme (assioma di specificazione); poiché la classe che non contiene elementi - classe vuota, {} o ∅ - è sottoclasse di ogni altra classe (e quindi anche di ogni insieme), ne deriva che si tratta di un insieme, che viene chiamato insieme vuoto.